# Tomohiko Ikeuchi
Tomohiko Ikeuchi (jap. 池内 友彦, Ikeuchi Tomohiko; * 1. November 1977 in Hokkaidō) ist ein ehemaliger japanischer Fußballspieler.

## Karriere
Ikeuchi erlernte das Fußballspielen in der Schulmannschaft der Muroran Otani High School. Seinen ersten Vertrag unterschrieb er 1996 bei den Kashima Antlers. Der Verein spielte in der höchsten Liga des Landes, der J1 League. 1999 wurde er an den Zweitligisten Consadole Sapporo ausgeliehen. 2000 wurde er mit dem Verein Meister der J2 League. Für den Verein absolvierte er 19 Spiele. 2001 kehrte er zu den Kashima Antlers zurück. Mit dem Verein wurde er 2001 japanischer Meister. 2002 gewann er mit dem Verein den J.League Cup. Für den Verein absolvierte er 37 Erstligaspiele. 2005 wechselte er zum Zweitligisten Consadole Sapporo. 2007 wurde er mit dem Verein Meister der J2 League und stieg in die J1 League auf. Für den Verein absolvierte er 107 Spiele. Ende 2008 beendete er seine Karriere als Fußballspieler.

## Erfolge
Kashima Antlers
- J1 League

Meister: 1996, 1998, 2001
Vizemeister: 1997
- J.League Cup

Sieger: 1997, 2002
Finalist: 2003
- Kaiserpokal

Sieger: 1997
Finalist: 2002